# Choquinha-de-bico-curto
Formigueirinho-de-bigodes, choquinha-de-bico-curto ou choquinha-de-bico-curto  (Myrmotherula ignota) é uma espécie de ave da família Thamnophilidae.
Pode ser encontrada nos seguintes países: Brasil, Colômbia, Equador, Panamá e Peru.
Os seus habitats naturais são: florestas subtropicais ou tropicais húmidas de baixa altitude.